# Selenops marilus
Selenops marilus là một loài nhện trong họ Selenopidae.
Loài này thuộc chi Selenops. Selenops marilus được J. A. Corronca miêu tả năm 1998.